# Жанатурмыс (Костанайская область)
Жанатурмыс (каз. Жаңатұрмыс) — село в Амангельдинском районе Костанайской области Казахстана. Входит в состав Байгабылского сельского округа. Находится примерно в 4 км к юго-западу от села Амангельды. Код КАТО — 393443200.

## Население
В 1999 году население села составляло 160 человек (81 мужчина и 79 женщин). По данным переписи 2009 года, в селе проживали 73 человека (30 мужчин и 43 женщины).